# Erguendo a bandeira da Vitória sobre o Reichstag

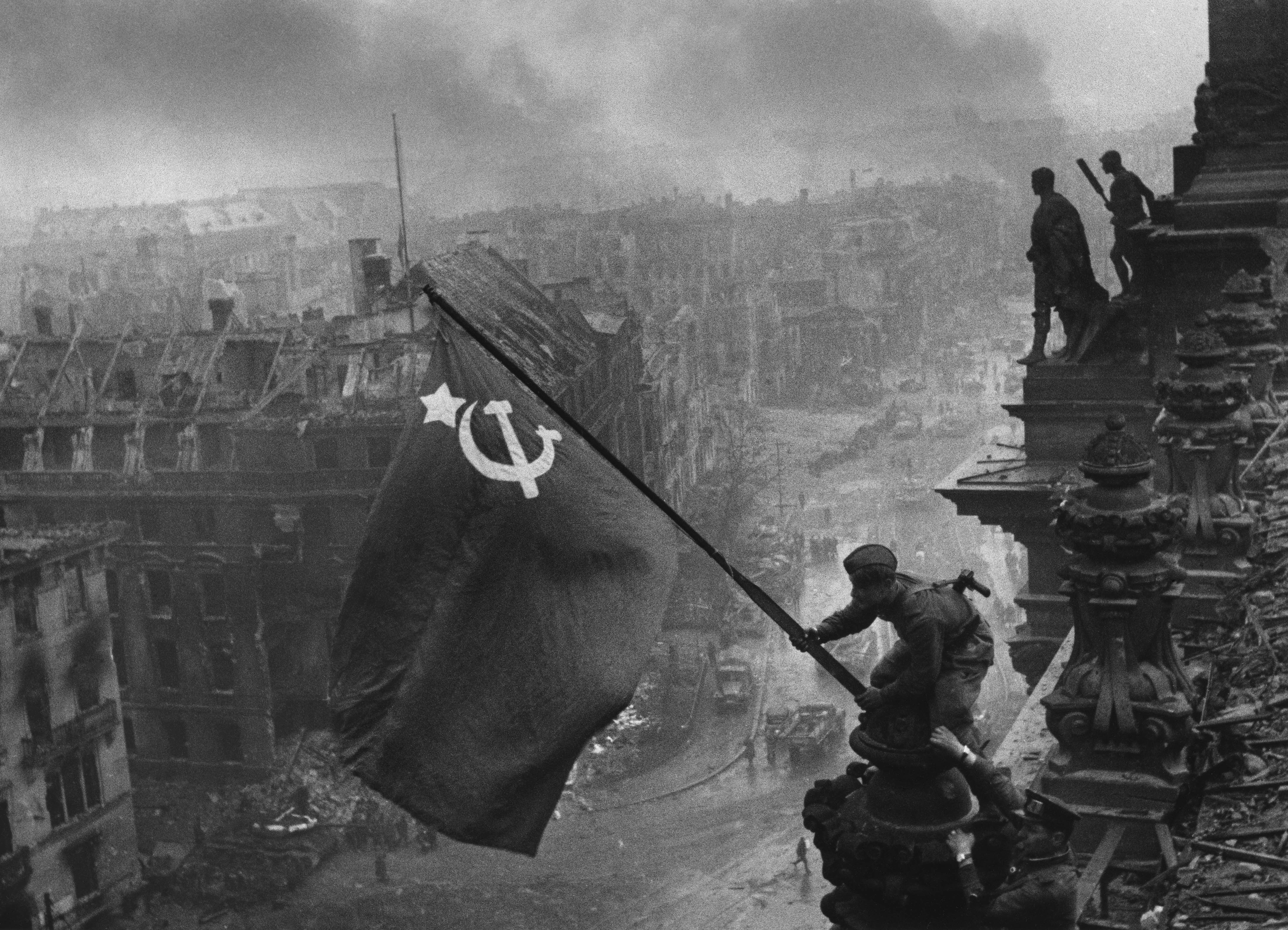
O soldado levantando a bandeira sobre o Palácio do Reichstag.

"Erguendo a bandeira da Vitória sobre o Reichstag" é uma fotografia histórica tirada em 2 de maio de 1945 por Yevgeny Khaldei, durante a Batalha de Berlim, na Segunda Guerra Mundial. A imagem exibe uma tropa soviética a levantar uma bandeira da União Soviética sobre o Palácio do Reichstag alemão. A fotografia é cheia de simbolismo e ganhou populariadade imediatamente, sendo reproduzida em milhares de publicações. Ela chegou a ser considerada como uma das imagens mais significativas e reconhecíveis da guerra.